# 비비 베쉬
비비 베시(Bibi Besch, 1940년 2월 1일 ~ 1996년 9월 7일)는 미국의 배우이다.
빈에서 태어났으며 로스앤젤레스에서 사망하였다. 사인은 유방암이다.

## 출연 작품
- 스네이크 아이 (1996년)
- 메이플가의 시련 (1992, Doing Time on Maple Drive)
- 크레이지 프럼 더 하트 (1991년)
- 론리 하트 (1991년)
- 알래스카의 빛 (1990년)
- 유월의 신부 (1990년)
- 불가사리 (1990년) - 메건 역
- 나를 두번 죽여라 (1989년)
- 철목련 (1989년) - 벨 역
- 마이 걸 레기 (1987년)
- 화려한 유혹 (1987년)
- 천사와 사랑을 (1987년) - 그레이스 샌더즈 역
- 델라필드 부인 결혼하다 (1986년)
- 블루 썬 특급 (1985년)
- 외로운 법정 (1983년)
- 그날 이후 (1983년)
- 공포의 기억 (1982년)
- 스타 트랙 2 - 칸의 분노 (1982년)
- 금지구역 (1979년)
- 지구의 대참사 (1979년)
- 배신의 총구 (1978년)
- 더 팩 (1977년)
- 엔터베 특공작전 (1976년)

### 텔레비전
- 다이너스티 (1984)